# Омские концлагеря
Омский концлагерь — обобщающее название двух российских, а затем советских концлагерей, созданных царским правительством в 1915 году в Омске.

## Расположение
Первый концлагерь, созданный на базе бывшей Западно-Сибирской сельскохозяйственной выставки располагался севернее Омского ипподрома (на территории между современным Омским зоопарком и ипподромом), до улицы 1905 года, между Учебной и Куйбышева. Второй — восточнее ипподрома, южнее улицы Бульварная, до 5-й Линии.

## История
Сначала под концлагерь Омского военного округа был оборудован комплекс сооружений (20 павильонов) бывшей Западно-Сибирской сельскохозяйственной выставки. Затем, когда лагерь был переполнен, царские власти устроили восточнее Омского ипподрома ещё один концлагерь, построив 17 деревянных бараков вместимостью по 500 человек каждый. Стоимость строительства одного такого лагеря составляла около 250 тыс. руб в тогдашних ценах.

## Заключённые
В 1916 году в лагерях Омского военного округа находилось 240 тыс. военнопленных из 380 тыс. пленных в Сибири. В омских концлагерях, в частности, сидел будущий лидер Югославии Иосип Броз Тито.